# Bosanska Krupa
Bosanska Krupa (in cirillico serbo Босанска Крупа) è un comune della Federazione di Bosnia ed Erzegovina situato nel Cantone dell'Una-Sana con 29.659 abitanti al censimento 2013
Bagnato dal fiume Una, è situato a 30 km nord-est da Bihać. Confina con Bužim, Cazin, Bihać, Bosanski Petrovac, Sanski Most e Krupa na Uni. Quest'ultimo fa parte della Repubblica Serba di Bosnia ed Erzegovina in seguito agli Accordi di Dayton, ma precedentemente era parte di Bosanska Krupa.

## Società

### Evoluzione demografica
Al censimento del 1991 la città era così divisa dal punto di vista etnico:

## Località
Il comune è formato dall'insieme delle seguenti località:
Arapuša · Bag · Banjani · Baštra · Benakovac · Bosanska Krupa · Bužim · Dobro Selo · Donja Suvaja · Donji Dubovik · Donji Petrovići · Drenova Glavica · Glavica · Gorinja · Gornja Suvaja · Gornji Bušević · Gornji Petrovići · Gudavac · Hašani · Ivanjska · Jasenica · Jezerski · Konjoder · Lubarda · Ljusina · Mahmić Selo · Mali Badić · Mali Dubovik · Mali Radić · Mrazovac · Osredak · Ostrožnica · Otoka · Perna · Pištaline · Potkalinje · Pučenik · Srednji Bušević · Srednji Dubovik · Varoška Rijeka · Velika Jasenica · Veliki Badić · Veliki Dubovik · Veliki Radić · Vojevac · Voloder · Vranjska i Zalin.